# Karol Świderski
Karol Świderski, född 23 januari 1997, är en polsk fotbollsspelare som spelar för Hellas Verona på lån från Charlotte FC.

## Klubbkarriär
Efter ett par bra säsonger i Jagiellonia Białystok gick Świderski till den grekiska klubben PAOK. Affären stod klar den 20 januari 2019. Han debuterade i sin nya klubb i en match mot OFI Kreta den 27 januari 2019, matchen slutade 4-0 till PAOK.
Den 26 januari 2022 värvades Świderski av Charlotte FC inför deras första säsong i Major League Soccer 2022.

## Landslagskarriär
Świderski debuterade för det polska landslaget i VM-kvalmatchen mot Andorra den 28 mars 2021. Under samma landslagssamling gjorde han även mål, då mot England.